# Itacir Brassiani

Bischofswappen von Itacir Brassiani

Itacir Brassiani MSF (* 28. Dezember 1959 in Soledade, Rio Grande do Sul) ist ein brasilianischer römisch-katholischer Ordensgeistlicher und Bischof von Santa Cruz do Sul.

## Leben
Itacir Brassiani wurde in Soledade geboren. 1962 zog seine Familie in den Westen des Bundesstaates Santa Catarina um und ließ sich in Anchieta nieder. Dort betrieben seine Eltern einen eigenen landwirtschaftlichen Betrieb, in dem Brassiani später mitarbeitete. Ab 1975 betrieb er einen eigenen Laden. 1977 absolvierte er eine Buchhalterausbildung und arbeitete anschließend zwei Jahre in diesem Beruf. Daneben engagierte er sich ab 1979 als Katechet in der Firmvorbereitung in der Pfarrei Santa Lucia in Anchieta. 1980 trat Brassiani der Ordensgemeinschaft der Missionare von der Heiligen Familie bei. Nachdem er das Postulat absolviert hatte, studierte er von 1980 bis 1982 Philosophie an der Universidade de Passo Fundo. 1983 folgte das Noviziat in Caibi. Am 29. Januar 1984 legte er die erste Profess ab. Anschließend studierte Brassiani bis 1987 Katholische Theologie am Instituto Missioneiro de Teologia in Santo Ângelo. 1986 legte er die ewige Profess ab. Im November desselben Jahres wurde er zum Diakon geweiht und am 21. Februar 1987 empfing er in der Pfarrkirche Santa Lúcia in Anchieta durch den Bischof von Chapecó, José Gomes, das Sakrament der Priesterweihe.
Nach der Priesterweihe war Brassiani zunächst von 1987 bis 1989 Pfarrvikar der Pfarrei Sagrada Família in Santo Ângelo und Ausbilder am dortigen Juniorat der Missionare von der Heiligen Familie. Von 1990 bis 1991 war er in der Arbeitsgruppe für Obdachlosenseelsorge in Belo Horizonte tätig. Daneben erwarb er 1991 nach weiterführenden Studien an der Faculdade Jesuíta (FAJE) in Belo Horizonte bei Mario de França Miranda SJ mit der Arbeit A ação do Espírito Santo na história segundo a obra de José Comblim („Das Wirken des Heiligen Geistes in der Geschichte nach dem Werk von José Comblin“) ein Lizenziat im Fach Systematische Theologie. Von 1992 bis 1995 war Brassiani Superior der Kommunität der Missionare von der Heiligen Familie in Santo Ângelo und von 1996 bis 1997 erneut Ausbilder am Juniorat. Zudem wirkte er als Pfarrer der Pfarreien Sagrada Família (1993–1997) und Santo Antônio (1997–1998) in Santo Ângelo. Außerdem gehörte er von 1995 bis 1998 dem Provinzialrat der südbrasilianischen Ordensprovinz seiner Ordensgemeinschaft an. Von 1998 bis 2004 fungierte Brassiani als Provinzial der südbrasilianischen Ordensprovinz. Anschließend war er Schatzmeister und Mitglied der Theologiekommission der Konferenz der Ordensoberen in Brasilien (2004–2007) sowie Verwalter der Escola Apostólica Sagrada Família in Santo Ângelo (2005–2007). Ferner gehörte er von 2002 bis 2013 der Ausbildungskommission seiner Ordensgemeinschaft an. Darüber hinaus lehrte er von 1988 bis 2008 Fundamentaltheologie, Pneumatologie und Gnadenlehre am Instituto Missioneiro de Teologia in Santo Ângelo.
Von 2007 bis 2013 fungierte Brassiani als Generalvikar der Missionare von der Heiligen Familie in Rom. Nach der Rückkehr in seine Heimat war er von 2014 bis 2015 Provinzial der nordbrasilianischen Ordensprovinz seiner Ordensgemeinschaft mit Sitz in Recife, bevor er 2016 Pfarrvikar der Pfarrei São Sebastião da Boa Vista in Contagem wurde. Daneben war er von 2014 bis 2017 abermals am Juniorat in Santo Ângelo tätig. Von 2017 bis 2021 wirkte Brassiani erneut als Provinzial der südbrasilianischen Ordensprovinz. Ab 2021 war er Provinzial der lateinamerikanischen Ordensprovinz mit Sitz in Passo Fundo.
Am 19. Juni 2024 ernannte ihn Papst Franziskus zum Bischof von Santa Cruz do Sul. Der Erzbischof von Santa Maria, Leomar Antônio Brustolin, spendete ihm am 29. September desselben Jahres in der Kathedrale São João Batista in Santa Cruz do Sul die Bischofsweihe; Mitkonsekratoren waren der Bischof von Lages, Guilherme Antônio Werlang MSF, und der emeritierte Bischof von Santa Cruz do Sul, Aloísio Alberto Dilli OFM.

## Schriften
- A ação do Espírito Santo na história segundo a obra de José Comblim. Faculdade Jesuíta, Belo Horizonte 1991.
- Nem judeu, nem grego. A inculturação do Evangelho a partir de Rm 9–11. In: Estudos Bíblicos. Nr. 41, 1991, S. 1–10.
- Zur Spiritualität der MSF in Lateinamerika. In: Friedhelm Jürgensmeier (Hrsg.): „…zu denen in der Ferne gehen“: Missionare von der Heiligen Familie (1895–1995). Institut für Mainzer Kirchengeschichte, Mainz 1995, S. 425–447.
- Comunidades que querem ser Igreja. Reflexões sobre a origem, a fisonomia e a eclesialidade da CEBs. In: Missioneira. Nr. 23, 2001, S. 22–33.
- O caminho de Jesus Cristo. In: Missioneira. Nr. 25, 2001, S. 47–63.
- Diabo, demônio e poderes satânicos (= Estudos bíblicos. Band 74). Editora Vozes, Petrópolis 2002, OCLC 233577144.
- Vida Consagrada: necessidade de mais qualidade. In: Missioneira. Nr. 29, 2002, S. 58–68.
- O estudo da Teologia na perspectiva do Vaticano II. In: Missioneira. Nr. 31, 2003, S. 30–37.
- Teologia: uma tentativa de falar sobre Deus. In: Missioneira. Nr. 33, 2003, S. 6–18.
- A Sagrada Família de Nazaré na Bíblia. In: Missioneira. Band 1, Nr. 40, 2005, S. 6–20.